# A1GP

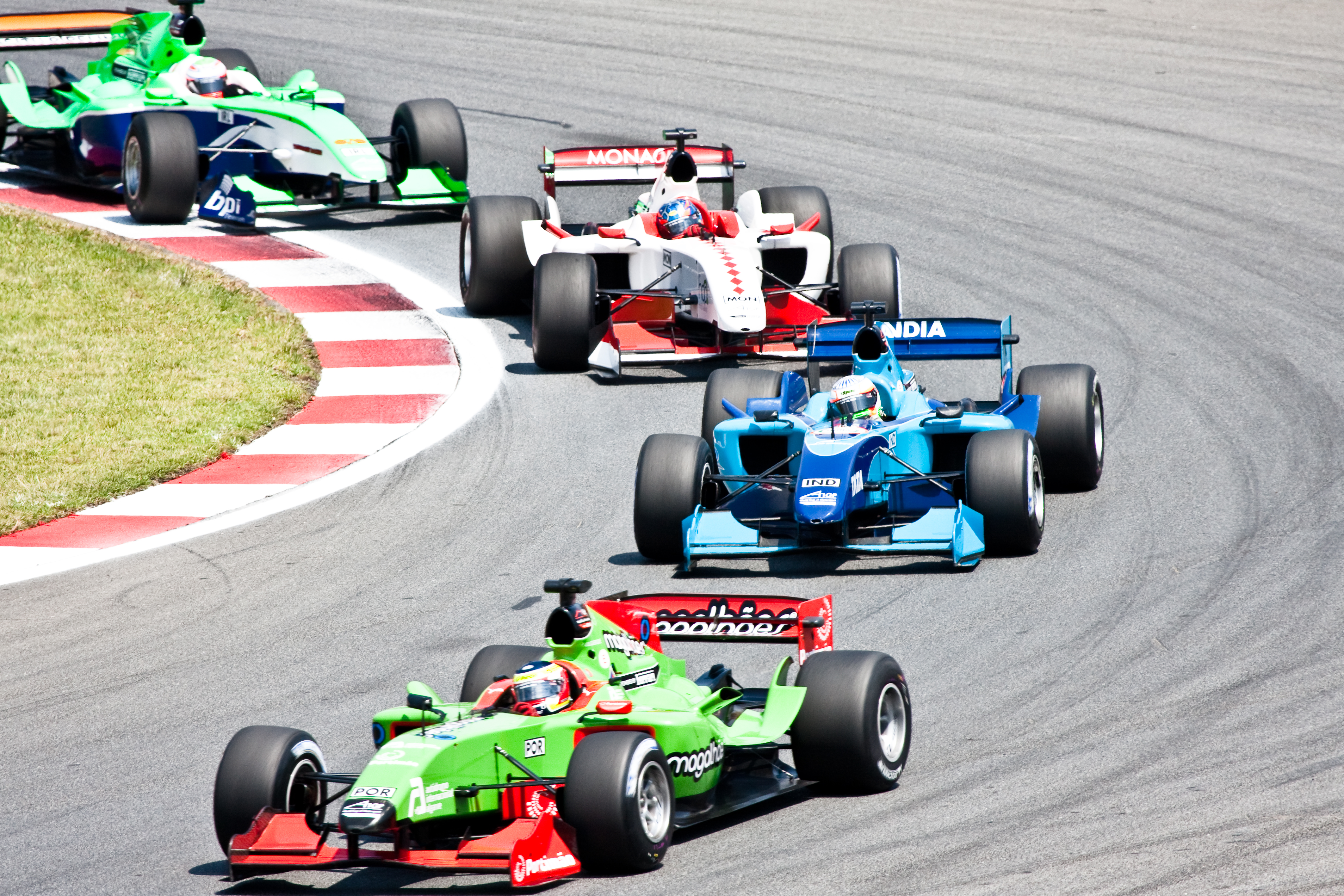
A1GP-Rennszene: Portugal vor Indien, Monaco und Irland (Kyalami 2009)

Die A1GP-Serie (in der ersten Saison noch A1 Grand Prix) war eine von Scheich Maktum Hascher Maktum Al Maktum in Zusammenarbeit mit Tony Teixeira gegründete Einheitsrennserie, die sich mit dem Slogan „Weltmeisterschaft des Motorsports“ schmückte und im Jahre 2005 ihre ersten Rennen austrug. Sie fand im Winterhalbjahr statt, in welchem viele andere Meisterschaften wie Formel 1, IndyCar Series, Motorrad-Weltmeisterschaft, DTM, Rallye-Weltmeisterschaft und Tourenwagen-Weltmeisterschaft keine Rennen veranstalten. Optisch orientierten sich die Fahrzeuge zunächst an Formel-3000-, dann an Formel-1-Wagen der Generation vor 2009, technisch waren sie aber einfacher gehalten. In ihrer vierten und letzten Saison trug die Serie den Zusatz Powered by Ferrari als Verweis auf einen Motorenausrüster-Vertrag, den die Serie im Herbst 2007 mit Ferrari geschlossen hatte. Am 10. Februar 2010 wurde das Aus der A1GP-Serie wegen Insolvenz bekanntgegeben.

## Teams und Fahrer
Statt Rennställen traten in der A1GP Nationalmannschaften gegeneinander an, daher auch der Slogan „Weltmeisterschaft“. Jedes Nationalteam setzte Fahrer aus dem jeweiligen Land ein und auch das Fahrzeug war in Landesfarben (oder für das Land bei Sportveranstaltungen typischen Farben) lackiert.
In der A1GP-Serie traten einige junge Talente an, die später in höheren Serien auf sich aufmerksam machen konnten, wie etwa Nico Hülkenberg (GER), Adrian Sutil (GER), Sébastien Buemi (SUI), Nelson Piquet jr. (BRA), Scott Speed (USA, alle Formel-1-Stammfahrer), Álvaro Parente (POR), Fairuz Fauzy (MAS, beide Formel-1-Testfahrer), Alexandre Prémat (FRA), Oliver Jarvis (GBR, beide DTM) oder Ryan Briscoe (AUS, IndyCar Series). Parallel dazu gingen erfahrene Piloten an den Start, einige davon im „Herbst ihrer Karriere“, so etwa die ehemaligen Formel-1-Rennfahrer Christian Fittipaldi (BRA), Narain Karthikeyan (IND), Alex Yoong (MAS), Ralph Firman (IRL), Tomáš Enge (CZE), Hideki Noda (JPN), Jos Verstappen (NED), Robert Doornbos (NED), Franck Montagny (FRA) oder Vitantonio Liuzzi (ITA). Das selbst gesteckte Ziel, Fahrern einen direkten Einstieg in die Formel 1 zu ermöglichen, ging nie in Erfüllung; kein einziger wechselte ohne Zwischenstation in die Formel 1. Lediglich Vitantonio Liuzzi wechselte 2009 während der Saison von der A1-Serie zu Force India in die Formel 1, er war jedoch bereits vor seinem A1-Engagement jahrelang in der Formel 1 aktiv.
A1 Teams:
| - Australien - Brasilien - China - Deutschland - Frankreich - Griechenland - Großbritannien - Indien - Indonesien - Irland | - Italien - Japan - Kanada - Korea - Libanon - Malaysia - Mexiko - Monaco - Neuseeland - Niederlande | - Österreich - Pakistan - Portugal - Russland - Schweiz - Singapur - Südafrika - Tschechien - USA |

## Verantwortliche
Vorsitzender der A1GP-Serie war nach dem Ausstieg von Scheich Maktum Hascher Maktum Al Maktum, nach der ersten Saison der südafrikanische Geschäftsmann und Mitgründer der Serie Tony Teixeira. Als Geschäftsführer der A1 Holding ltd. fungierte bis Herbst 2009 der gebürtige Brasilianer Pete da Silva.

## Saisons
Die Serie bestritt bis zu ihrer Insolvenz vier Saisons:
| Jahr    | Fahrzeug   | Weltmeister | Fahrer                              | Punkte |
| ------- | ---------- | ----------- | ----------------------------------- | ------ |
| 2005/06 | Lola-Zytek | Frankreich  | Nicolas Lapierre, Alexandre Prémat  | 172    |
| 2006/07 | Lola-Zytek | Deutschland | Nico Hülkenberg, Christian Vietoris | 128    |
| 2007/08 | Lola-Zytek | Schweiz     | Neel Jani                           | 168    |
| 2008/09 | A1-Ferrari | Irland      | Adam Carroll                        | 112    |

## Rennstrecken
Die A1GP-Rennen wurden weltweit ausgetragen, wobei es einen Schwerpunkt auf Rennstrecken in Asien gab. Die konkreten Strecken wechselten oft und teilweise sehr kurzfristig. Nur die Strecken von Brands Hatch und Sepang wurden in jeder der vier Saisons genutzt.

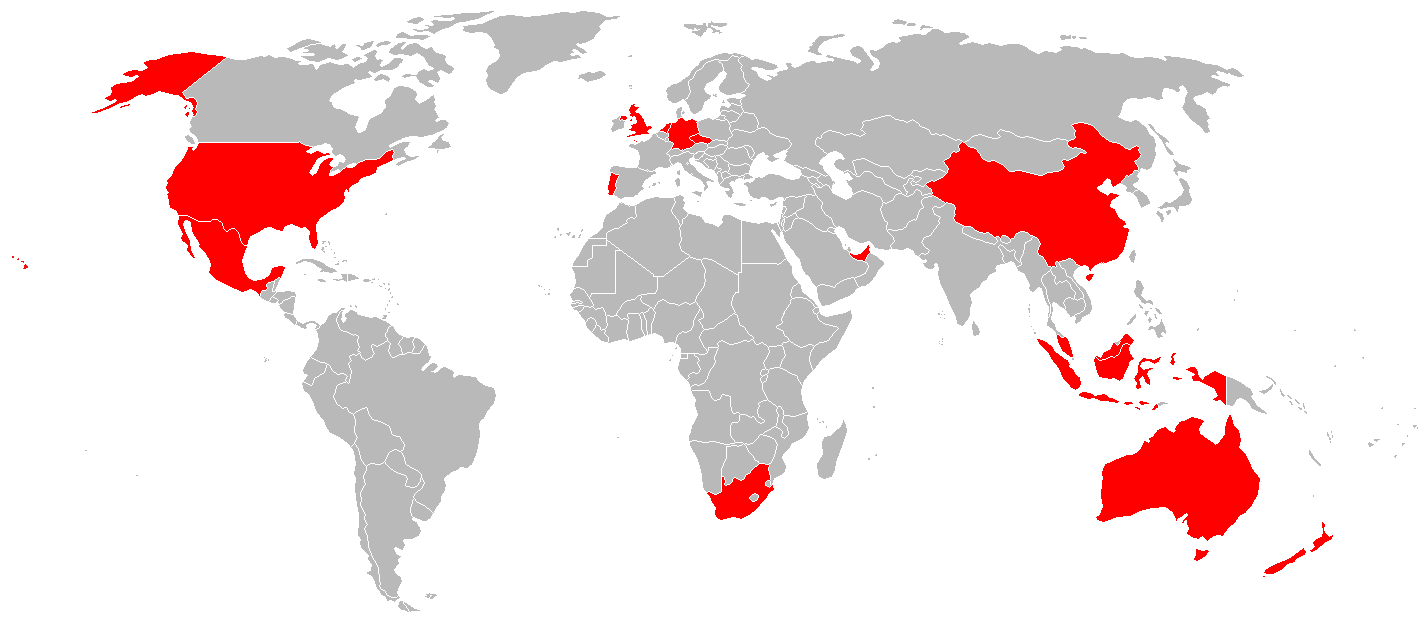
Übersicht aller Länder, in denen eine A1GP-Rennveranstaltung stattgefunden hat

- Europa: Brands Hatch (2005–2008), EuroSpeedway Lausitz (2005), Circuito do Estoril (2005), Circuit Park Zandvoort (2006–2008), Automotodrom Brno (2006, 2007), Autódromo Internacional do Algarve (2008)
- Asien: Sepang International Circuit (2005–2008), Dubai Autodrome (2005), Sentul International Circuit (2005, 2006), Shanghai International Circuit (2005–2007), Peking (Stadtkurs) (2006), Zhuhai International Circuit (2007), Chengdu Goldenport Circuit (2008)
- Amerika: Parque Fundidora Monterrey (2005), Laguna Seca Raceway (2005), Autódromo Hermanos Rodríguez (2006–2007)
- Afrika: Durban (Stadtkurs) (2005–2007), Kyalami Grand Prix Circuit (2008)
- Ozeanien: Eastern Creek Raceway (2005–2007), Taupo Motorsport Park (2006–2008)

Das Rennwochenende auf dem Dubai Autodrome war das einzige, das ohne ein einheimisches Team stattfand. In der ersten Saison wurden die jeweiligen Rennwochenenden noch als A1 Grand Prix of Nations™ bezeichnet.
Die Testfahrten der Serie fanden überwiegend in Silverstone statt, daneben gab es aber auch Testfahrten auf den Rennstrecken Circuit Paul Ricard (2005), Donington Park (2008) und Snetterton Circuit (2008).
Rennstrecken mussten mindestens über FIA-Streckengrad 2 verfügen, um ein Rennen der A1GP-Serie ausrichten zu können.

## Reglement
Dieser Abschnitt beschreibt weitgehend das Regelwerk in der letzten Saison. Für die früheren Reglements siehe die jeweiligen Saisonartikel.

### Teams und Fahrer
In der A1GP-Serie traten maximal 25 Nationenteams gegeneinander an. Die Fahrer entstammen, zumindest in dritter Generation, dem Land für das sie starteten (einzige Ausnahme: Enrico Toccacelo in Durban 2006). Die Fahrzeuge trugen vorwiegend einheimische Sponsorenaufschriften. Die Teamverantwortlichen mussten allerdings nicht der Nationalität entsprechen, für die sie antraten – so wurde z. B. A1 Team China von der Crew des belgischen Rennstalls Team Astromega betreut. Die Boxencrews waren auf maximal zehn Personen beschränkt. Es durften pro Rennwochenende maximal drei verschiedene Fahrer für ein Team antreten, welche wiederum erst dann für das Qualifying bzw. die Rennen einsatzberechtigt waren, wenn sie an mindestens einem der drei Trainings teilgenommen hatten. Alle Fahrer, die bei A1GP antraten, benötigten eine Internationale FIA-Fahrerlizenz der Klasse B.

### Einheitsautos

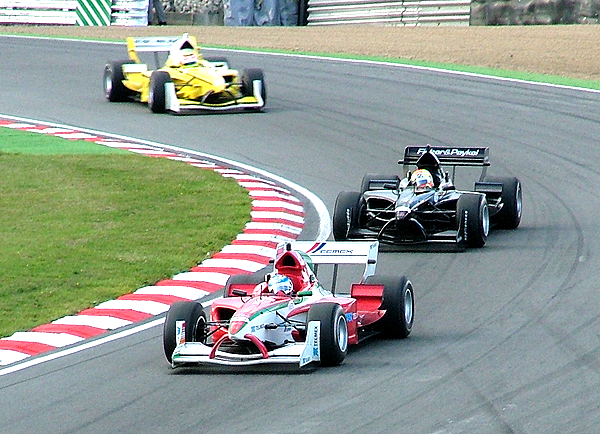
A1GP-Rennszene: Mexiko vor Neuseeland und Malaysia (Brands Hatch 2005)

Bei A1GP wurden Einheitsautos eingesetzt. Dies sollte garantieren, dass jedes Team das gleiche Material zur Verfügung hatte und somit nur die Leistung des Fahrers und die Arbeit der Crew über Sieg und Niederlage entschied. Dennoch gab es verschiedene Möglichkeiten für die Teams, ihre Autos optimal den jeweiligen Streckenverhältnissen anzupassen. So konnte u. a. durch geschicktes Einstellen des Heckflügels durchaus ein zeitlicher Vorteil erzielt werden. Größere Modifikationen wie Zusatzflügel waren aber nicht erlaubt.
In der Zeit vor und nach einem Rennwochenende war es den Teams nicht erlaubt, Veränderungen an den Fahrzeugen durchzuführen, um so einen Erfahrungsvorsprung der jeweiligen Crews zu vermeiden. Auch private Testfahrten der einzelnen Teams waren in den ersten beiden Saisons strikt verboten, seither bestand jedoch für jedes Team die Möglichkeit, einmal vor Saisonbeginn einen Rookie-Test (also einen Test für Fahrer, die bisher noch nicht in der A1GP-Serie an den Start gegangen waren) durchzuführen. Dieser musste allerdings auf einer Strecke abgehalten werden, auf der im Saisonverlauf nicht gefahren wurde.
Während des Rennwochenendes hatten die Teams insgesamt sieben Reifensätze (fünf Sätze Slicks, zwei Sätze Regenreifen) zur Verfügung. Hielt es die Rennleitung aufgrund der Wetterbedingungen für notwendig, konnten auch mehr Regenreifen-Sätze an die einzelnen Teams zugewiesen werden. Das „Ausborgen“ von Teilen während eines Rennwochenendes (z. B. eines neuen Frontflügels) war nicht untersagt (vgl. Jos Verstappen in Durban 2006).
In den ersten drei Saisons benutzte die Serie ein von Lola International entworfenes und gefertigtes Auto, dessen Motor von Zytek Engineering und die Reifen vom britischen Hersteller Cooper Tires kamen. Es war maximal 527 PS stark, wobei mit dem PowerBoost-Button zusätzliche 30 PS freigeschaltet werden konnten. Das Leergewicht des Fahrzeugs lag bei etwa 600 kg, bis zu 290 km/h waren möglich.

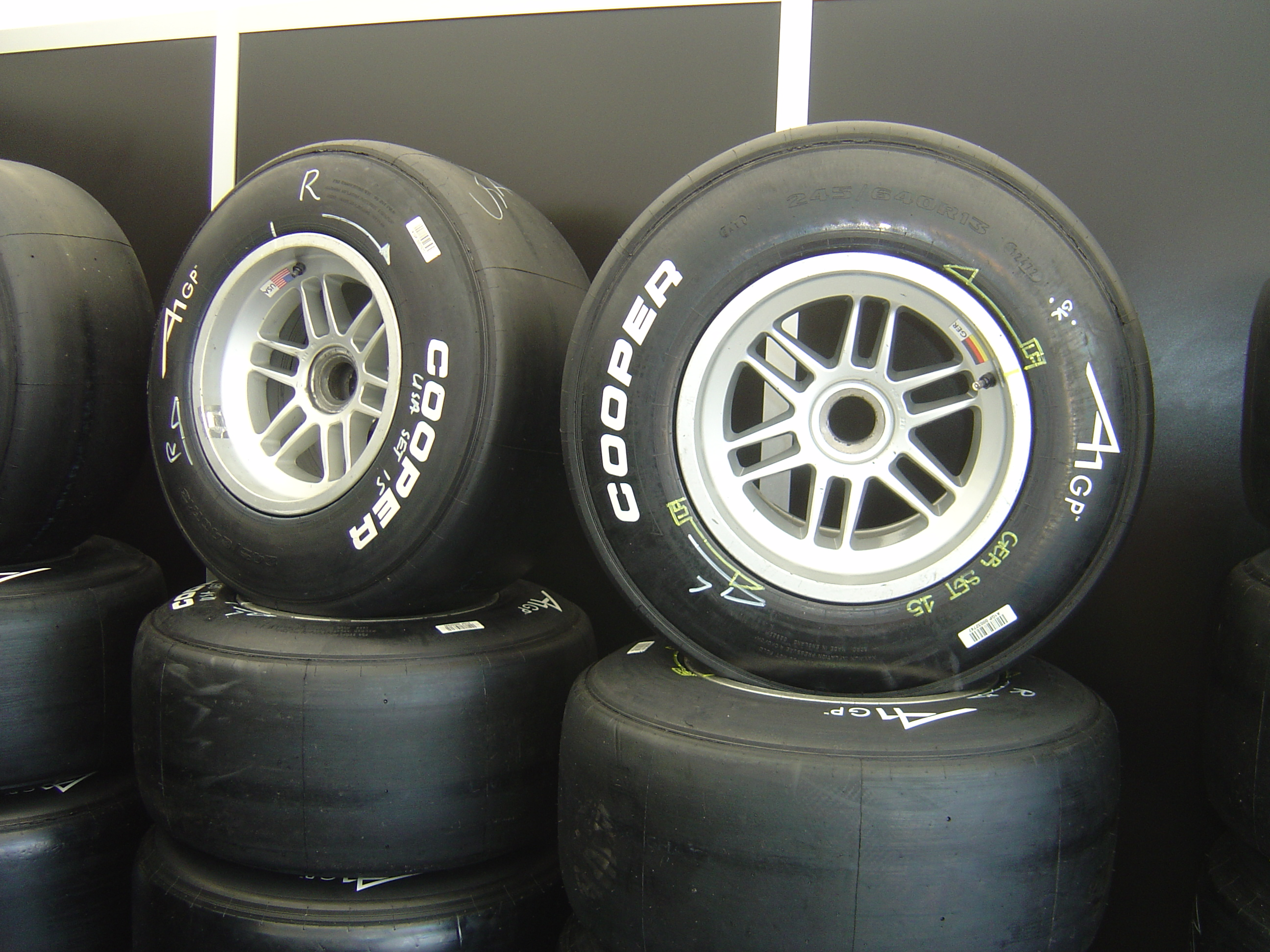
Cooper Tires (2007)

Das neue Chassis für die Saison 2008/2009 wurde unter Führung von John Travis, dem Technischen Direktor der Serie, und mit Unterstützung des Ex-Ferrari-Designers Rory Byrne in Bognor Regis (Großbritannien) entwickelt und gebaut, wobei als Vorbild der Ferrari F2004 diente, mit welchem die Scuderia Ferrari in der Formel-1-Saison 2004 die Fahrer- und Konstrukteursweltmeisterschaft gewinnen konnte. Der V8-Motor stammte von Ferrari und als Reifenlieferant diente der französische Hersteller Michelin. Das Auto bestand vorwiegend aus Kohlenstofffaser und Aluminium und entsprach damit den üblichen Sicherheitsstandards. Die Höchstgeschwindigkeit der Fahrzeuge betrug knapp 300 km/h, die maximale Leistung 600 PS bei aktiviertem PowerBoost-Button (540 PS ohne). Das Auto wog inklusive Fahrer, aber exklusive Treibstoff, 695 kg.
Technische Fahrhilfen wie ABS oder Traktionskontrolle waren in den ersten drei Saisons verboten. Das neue Auto verfügte jedoch über eine Launch Control, womit diese Vorgabe als hinfällig erachtet werden konnte. Heizdecken waren erlaubt und wurden standardmäßig eingesetzt.
Siehe: A1GP-Autos

### Sicherheit
Neben den modernen Werkstoffen sollten vor allem ein Sechs-Punkt-Gurt und das in der Motorsportszene inzwischen obligatorische HANS-System die Sicherheit der Fahrer garantieren.

### Ökologische Ansätze

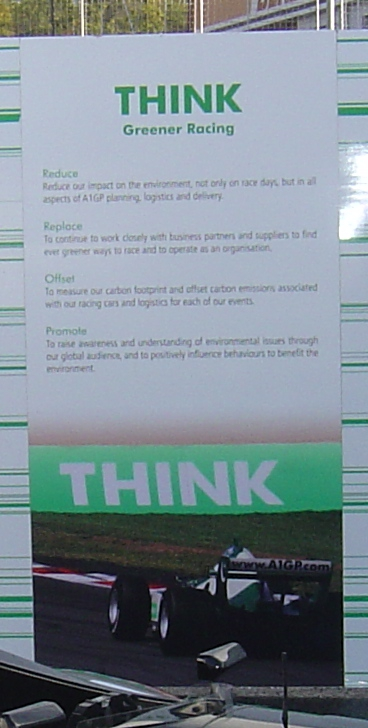
Richtlinien der THINK – Greener Racing-Kampagne

Im Selbstverständnis der Serie spielte ab 2007 die Reduzierung des Ausstoßes von Treibhausgasen eine wichtige Rolle. So fuhren die Lola-Zytek-Boliden in der dritten Saison vom Taupo- bis zum Brands Hatch-Rennwochenende mit dem umweltfreundlicheren Kraftstoff Hiperflo™ E30. Dieser besteht zu 30 Prozent aus Ethanol, welches aus in Europa angebauten Zuckerrüben gewonnen wird. Hiermit sollten die CO2-Emissionen um 21 Prozent reduziert und der Ausstoß von Stickstoffoxiden minimiert werden. Außerdem sollten zum Transport im und um das Fahrerlager nur noch Elektroscooter verwendet werden.
Ursprünglich sollte der Treibstoff bereits beim Saisonauftakt in Zandvoort eingesetzt werden, aufgrund von Verträglichkeitsproblemen mit dem Motor wurde dieses Vorhaben jedoch zunächst verschoben.
Vor der Saison war sogar ein Treibstoff mit 85-prozentigem Ethanolanteil getestet worden, dieser hatte sich aber als gänzlich ungeeignet erwiesen.
In der letzten Saison wurde ein Treibstoff mit 10-prozentigem Ethanolanteil eingesetzt.

### PowerBoost
Jedes A1GP-Auto verfügte über einen sogenannten PowerBoost-Button, mit dem der Fahrer zusätzliche Leistung freischalten konnte (in der letzten Saison waren dies ca. 60 PS). Diese Vorrichtung sollte das Überholen eines Konkurrenten bei engeren Zweikämpfen erleichtern und somit den Rennverlauf spannender gestalten. Im Sprintrennen konnte der PowerBoost viermal eingesetzt werden, im Hauptrennen höchstens achtmal.

### Flaggenzeichen
In der A1GP-Serie galten die üblichen Flaggenzeichen. Allerdings gab es hier kleine Abweichungen im Vergleich zur Formel 1: So wurde beim Schwenken der Roten Flagge (= Rennunterbrechung) während einer Qualifying-Session nicht die Zeit angehalten. Dies hätte im schlimmsten Fall dazu führen können, dass kein einziges Team eine gezeitete Runde hätte fahren können.

### Boxenstopps
Im Sprintrennen war ein Pflichtboxenstopp vorgeschrieben, im Hauptrennen zwei.
Die Boxenstopps wurden üblicherweise von einer sieben Personen umfassenden Crew durchgeführt. Dabei waren vier Mitglieder für die Reifenwechsel zuständig, zwei weitere bedienten die Wagenheber und einer hielt das Stop/Go-Schild. Mit Ausnahme des sog. „Lollipop-Mannes“ durften alle Crewmitglieder den Boxenbereich erst dann betreten, wenn das Fahrzeug zum Stillstand gekommen war. Jeder der vier für den Reifenwechsel zuständigen Mechaniker trug daraufhin den neuen Reifen zu seinem Platz, entfernte den alten und montierte den neuen. Traten beim Reifenwechsel Probleme auf, durften die anderen Crewmitglieder der betroffenen Person nicht zur Hilfe eilen. Somit trug jeder Mechaniker bei A1GP eine nicht zu unterschätzende Verantwortung für die Gesamtleistung des Teams. Da die Autos bereits vor dem Start mit der endgültigen Menge an Kraftstoff befüllt wurden, war ein Nachtanken beim Boxenstopp nicht nötig und auch nicht erlaubt.
Ein guter Stopp lag (ohne Fahrtzeit durch die Boxengasse) zuletzt bei etwa zehn bis zwölf Sekunden. Im Verlaufe der Saisons hatte sich vermehrt gezeigt, dass die Pflichtboxenstopps einen entscheidenden strategischen Faktor darstellten.
In der ersten Saison traten häufiger Probleme bei den Radmuttern auf, wodurch gut positionierte Teams eine Menge Plätze einbüßten. Dies wurde jedoch später behoben.
Die Geschwindigkeitsbegrenzung in der Boxengasse lag gewöhnlich bei 60 km/h.

### Safety und Medical Car

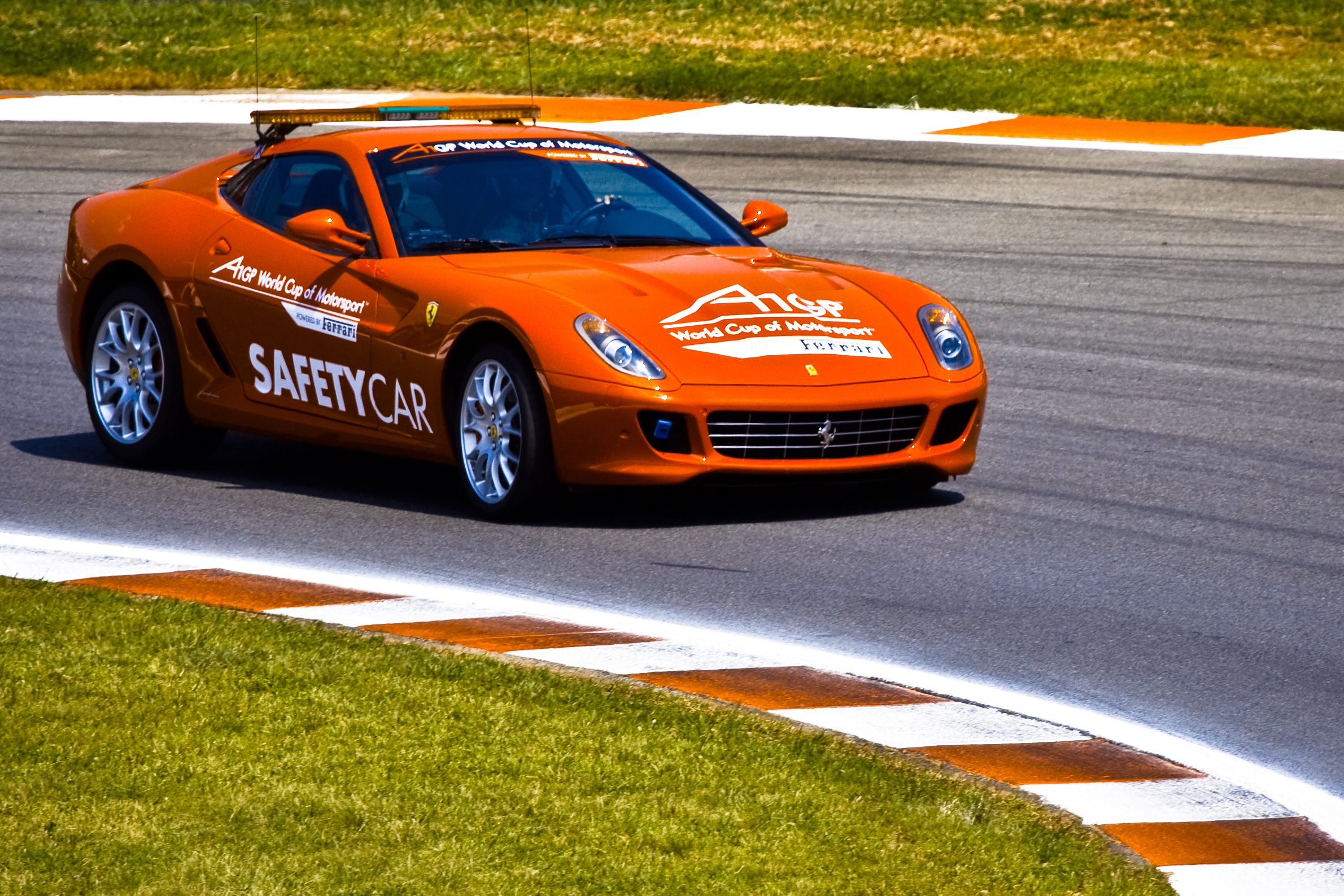
A1GP-Safety-Car der Saison 2008/09

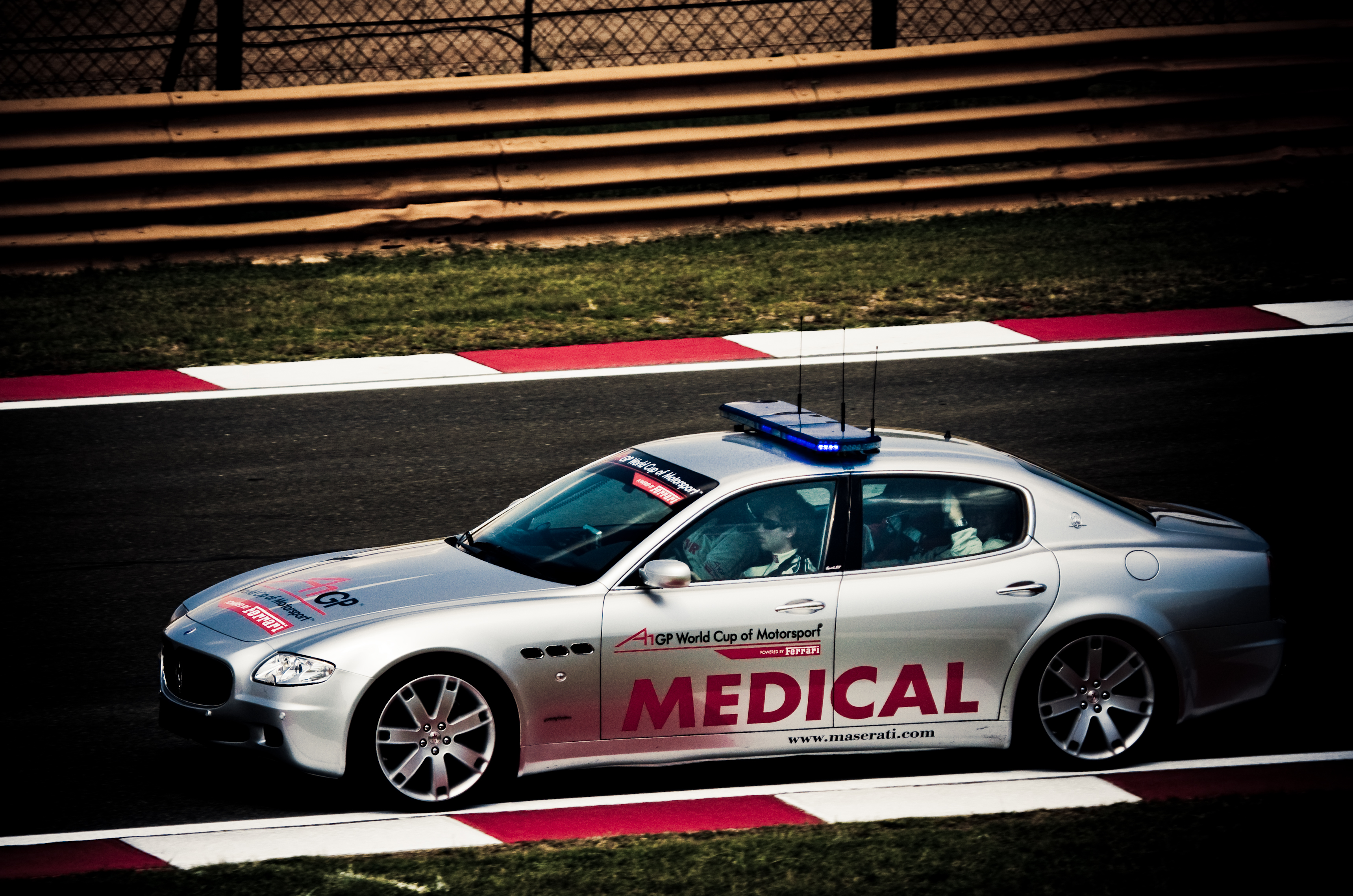
A1GP-Medical-Car der Saison 2008/09

Wie im internationalen Motorsport üblich, kam auch in der A1GP-Serie bei besonderen Gefahrensituationen ein Safety Car zum Einsatz. Neben dem Safety Car befand sich auch zu jeder Zeit des Rennwochenendes ein Medical Car in Bereitschaft, welches bei schwerwiegenden Unfällen, bei denen Fahrer zu Schaden gekommen sein konnten, zum Einsatz kam.
Als Safety Car eingesetzte Fahrzeuge:
- Audi RS4
- Audi S8
- Chrysler 300 C (Eastern Creek 2005)
- Chrysler Crossfire (Eastern Creek 2005, als Pace Car)
- BMW Z4 (Sepang 2005)
- Porsche Cayman S (Dubai 2005)
- Ferrari 599 GTB Fiorano (ab der dritten Saison)

Als Medical Car eingesetzte Fahrzeuge:
- Audi S8
- Audi RS4 Avant
- Holden Commodore (Eastern Creek 2005)
- Porsche Cayenne (Sepang und Dubai 2005)
- Maserati Quattroporte Sport GT (ab der dritten Saison)

| Preisgeldvergabe ab 2007/2008 | Preisgeldvergabe ab 2007/2008 | Preisgeldvergabe ab 2007/2008 |
| Pos.                          | Geldbetrag                    | Geldbetrag                    |
| Pos.                          | Sprint                        | Haupt                         |
| ----------------------------- | ----------------------------- | ----------------------------- |
| 1                             | 100.000 $                     | 200.000 $                     |
| 2                             | 70.000 $                      | 130.000 $                     |
| 3                             | 50.000 $                      | 100.000 $                     |
| 4                             | 35.000 $                      | 75.000 $                      |
| 5                             | 30.000 $                      | 50.000 $                      |
| 6                             | 20.000 $                      | 40.000 $                      |
| 7                             | 15.000 $                      | 25.000 $                      |
| 8                             | 10.000 $                      | 20.000 $                      |
| 9                             | 7.000 $                       | 13.000 $                      |
| 10                            | 3.000 $                       | 7.000 $                       |

### Punktesystem
Sprintrennen:
- 1. Platz: 10 Punkte
- 2. Platz: 8 Punkte
- 3. Platz: 6 Punkte
- 4. Platz: 5 Punkte
- 5. Platz: 4 Punkte
- 6. Platz: 3 Punkte
- 7. Platz: 2 Punkte
- 8. Platz: 1 Punkt

Hauptrennen:
- 1. Platz: 15 Punkte
- 2. Platz: 12 Punkte
- 3. Platz: 10 Punkte
- 4. Platz: 8 Punkte
- 5. Platz: 6 Punkte
- 6. Platz: 5 Punkte
- 7. Platz: 4 Punkte
- 8. Platz: 3 Punkte
- 9. Platz: 2 Punkte
- 10. Platz: 1 Punkt

Sowohl für die schnellste Runde im Sprint- als auch für die schnellste Runde im Hauptrennen wurde ein Extrapunkt vergeben.

### Preisgeld
Pro Rennwochenende wurde eine Million Dollar als Preisgeld ausgeschüttet. In den ersten zwei Saisons blieb dieses den zehn besten Teams des Hauptrennens vorbehalten, dies wurde jedoch zur dritten Saison geändert, sodass ein Drittel des Preisgeldes auch an die Top Ten des Sprintrennens ging.

## Rennwochenende
Das Rennwochenende setzte sich aus drei Trainings (2 × Freitag, 1 × Samstag), einem 40-minütigen Qualifying (Samstag) sowie einem Sprint- (Sonntag) und einem Hauptrennen (Sonntag) zusammen. Die Pause zwischen dem Ende des Sprintrennens und dem Start des Hauptrennens betrug ca. dreieinhalb Stunden.

### Trainings
Insgesamt fanden bei A1GP drei Trainings pro Rennwochenende statt, wobei das erste den sogenannten „Rookies“ vorbehalten blieb. Der Begriff „Rookie“ bezeichnete in diesem Fall einen Fahrer (kein Alterslimit), der noch nicht mehr als sechs Rennen in der A1GP-Serie bestritten hatte und auch noch nicht in einer der fünf stärksten Monoposti-Klassen (Formel 1, GP2, Champ Car, Formel Nippon und Indy Cars) gefahren war oder einen Fahrer, der für ein „Motorsport-Entwicklungsland“ – also China, Indonesien, Korea, Libanon oder Pakistan – an den Start ging und noch nicht mehr als drei Top-Ten-Ergebnisse in der A1GP-Serie erzielt hatte. Das „Rookie-Training“ war in zwei Abschnitte unterteilt, die jeweils 30 Minuten lang waren, dazwischen befand sich eine 20-minütige Pause. Die beiden übrigen Trainings dauerten jeweils eine Stunde und waren für alle Fahrer „offen“. Bei allen Trainingssitzungen konnten die Fahrer beliebig viele Runden absolvieren. Sie halfen den Teams lediglich beim Abstimmen der Autos und hatten keinen direkten Einfluss auf die Startaufstellung.

### Qualifikation
Die Qualifikation (engl.: Qualifying) setzte sich aus vier Sessions zusammen, die jeweils zehn Minuten dauerten – dazwischen fand jeweils eine fünfminütige Pause statt. In jeder Session durfte der Fahrer maximal eine gezeitete Runde fahren (er absolviert also insgesamt drei Runden: Einlaufrunde, gezeitete Runde, Auslaufrunde). Die schnellste (Einzel-)Zeit aus Session eins und zwei bestimmte hierbei die Startposition im Sprintrennen, die schnellste (Einzel-)Zeit aus Session drei und vier die des Hauptrennens.
Jeder Fahrer durfte in einer der vier gezeiteten Runden den PowerBoost benutzen. Dieser blieb dann die komplette Runde aktiviert, was für einen signifikanten Leistungsvorteil sorgte. Diese Regel wurde erstmals beim Rennwochenende in Sepang 2008 angewendet, seit Kyalami 2009 kam sie durchgehend zum Einsatz.

### Sprintrennen
Das Sprintrennen (engl.: Sprint Race) begann üblicherweise mit einem „fliegendem Start“ und dauerte maximal 24 Minuten plus eine Runde. Es gab einen Pflichtboxenstopp, der zwischen Runde vier und acht absolviert werden musste.

### Hauptrennen
Das Hauptrennen (engl.: Feature Race) wurde traditionsgemäß mit den Worten „Gentlemen, for the pride of your nations, start your engines!“ eröffnet. Nach dem Weggang Scheich Maktums übernahm zumeist ein prominenter Team-Verantwortlicher, z. B. Emerson Fittipaldi als „Seatholder“ des brasilianischen Teams, diesen Part. Der Start wurde „stehend“ ausgeführt. Das Hauptrennen war auf 69 Minuten plus eine Runde begrenzt, zwei Pflichtboxenstopps waren vorgeschrieben. Der Erste musste zwischen Runde acht und 16 absolviert werden, der Zweite in einem von Rennstrecke zu Rennstrecke individuell festgelegten Rundenfenster.

## TV
A1GP wurde in über 120 Ländern übertragen, dabei schauten pro Rennen etwa acht Millionen Menschen weltweit zu (Stand: 25. November 2005). Größte Abnehmer waren China (drei Millionen Zuschauer) und Indonesien (ca. eine Million Zuschauer), in Europa war die Niederlande mit 800.000 Zuschauern führend. Bis zum Ende der Saison 05/06 erwarteten die Verantwortlichen die Zehn-Millionen-Marke zu erreichen oder gar zu übertreffen. Ab Oktober 2008 strahlte A1GP als erste internationale Motorsportserie die Rennwochenenden in HD aus, und damit beispielsweise zweieinhalb Jahre früher als die Formel 1. Kommentatoren des World Feeds waren in allen vier Saisons die Briten Ben Edwards und John Watson.
In Deutschland und Österreich wurde die A1GP-Serie bis Ende 2008 ausschließlich vom Pay-TV-Sender Premiere ausgestrahlt. Die Übertragungen umfassten zuletzt eine Zusammenfassung des Sprint- und eine Liveübertragung des Hauptrennens. Kommentatoren war Sascha Roos und als Experte der ehemalige Euro-Formel-3000-Fahrer Sven Heidfeld. Formel-1-Kommentator Jacques Schulz vertrat Roos bei Abwesenheit. Seit dem Rennen in Shanghai 2007 strahlte der Sender die Rennen der Serie im 16:9-Format aus. In der Schweiz hingegen wurden die Hauptrennen seit dem dritten Rennwochenende der Saison 07/08 außerdem vom Schweizer Sportfernsehen (SSF), welches zurzeit auf Star TV sendet, übertragen. Neben der Präsenz bei den genannten Sendern fand die A1GP-Serie in den deutschsprachigen Massenmedien allerdings kaum Beachtung, was wohl den niedrigen Bekanntheitsgrad dieser Rennserie mitverursachte.
Die A1GP-Serie wurde daneben auch von mehreren englischen Anbietern im Internet live übertragen, unter anderen auf der offiziellen Homepage.

## Unterserien
Die A1GP-Serie sollte im Jahr 2009 eine regionale Unterserie erhalten: die A2GP-Serie (A2 Grand Prix); Motorenlieferant sollte ebenfalls Ferrari sein. Das Projekt wurde jedoch Opfer der Finanzprobleme. Bereits 2005/2006 hatte es mit der A3 Racing Series den Versuch gegeben, eine entsprechende Serie zu etablieren. Sie kam allerdings über einen Auftritt im Rahmenprogramm des Rennwochenendes in Durban 2006 nicht hinaus. Die Autos vom Typ Formel Volkswagen finden seit 2008 in der südafrikanischen Formel-VW-Meisterschaft Verwendung.

## Trivia
- Die Britin Katherine Legge war die erste Frau, die ein A1GP-Auto fahren durfte. Sie bekam am 9. Dezember 2005 im Rahmen des Rennwochenendes in Dubai bei zwei Extra-Sessions die Möglichkeit, das Lola-Fahrzeug des britischen Teams zu testen. Ihr folgten, jeweils im „Rookie-Training“, die Südafrikanerin Jennifer Murray (Brno 2006), die Brasilianerin Bia Figueiredo (Shanghai 2007, Portimão 2009) sowie die Schweizerinnen Natacha Gachnang (Brno 2007) und Rahel Frey (Sepang 2007, Mexiko-Stadt 2008). Auf den Renneinsatz einer Frau wartete die Serie allerdings vergeblich.
- Im Rahmen des Rennwochenendes in Dubai 2005 wurde zum ersten und bisher einzigen Mal in der Motorsportgeschichte das sogenannte A1 Recovery System angewendet. Hierbei handelte es sich um ein Abschleppverfahren, bei dem verunfallte oder mit Defekt stehengebliebene Rennwagen mithilfe eines 50 Meter langen Stahlseiles per Hubschrauber der Air Zermatt abtransportiert wurden.
- Die A1GP-Serie pflegte eine enge Verbindung zur Nelson-Mandela-Stiftung. Sämtliche Autos trugen daher durchgehend in allen Saisons die Nummer 46664 (Mandelas Häftlingsnummer).